# Guilherme Herdy
Guilherme Haddad Herdy (São Paulo, 26 de julho de 1974) é um surfista brasileiro.
Foi um representante do Brasil na elite mundial do surf, o WCT, no qual participou por mais de10 anos.
Nascido em São Paulo e indo morar em Niterói ainda criança, Herdy é conhecido por ser recordista em baterias vencidas do Hang Loose Pro Contest, tradicional evento do WQS, que acontece em Fernando de Noronha há 10 anos.
Herdy tem na sua filmografia, filmes como Interssesion produzido pela sua patrocinador HB e Clock In do diretor Tiago Garcia